# Sukamanah (Megamendung)
Sukamanah is een bestuurslaag in het regentschap Bogor van de provincie West-Java, Indonesië. Sukamanah telt 7481 inwoners (volkstelling 2010).